# Back in the world of adventures
Back in the world of adventures is het debuutalbum van The Flower Kings. De groepsnaam is ontleend aan The flower king een eerder soloalbum van Roine Stolt waarop een groot deel van de onderstaande musici op meespeelde. Roine Stolt had dan ook een groot aandeel in dit album; hij schreef alle nummers en leverde ook de hoes. Het album is meerdere malen heruitgegeven. 
De opnamen begonnen 4 maanden nadat de band haar eerste optredens had verzorgd (augustus 1994).

## Musici
- Roine Stolt - gitaar, zang, toetsinstrumenten
- Tomas Bodin – toetsinstrumenten, dwarsfluit
- Michael Stolt – basgitaar, zang
- Hasse Bruniusson – percussie en slagwerk op Big puzzle
- Jaime Salazar – slagwerk

Met
- Ulf Wallander – sopraansaxofoon op Oblivion road, My cosmic lover en Big puzzle

## Muziek
| Nr. | Titel                      | Duur  |
| --- | -------------------------- | ----- |
| 1.  | World of adventures        | 13:37 |
| 2.  | Atomic prince/Kaleidoscope | 7:50  |
| 3.  | Go west Judas              | 7:40  |
| 4.  | Train to nowhere           | 3:45  |
| 5.  | Oblivion road              | 3:45  |
| 6.  | Theme for a hero           | 8:27  |
| 7.  | Temple of the snakes       | 1:38  |
| 8.  | My cosmic lover            | 6:40  |
| 9.  | The wonder wheel           | 4:12  |
| 10. | Big puzzle                 | 13:35 |